# Bolgarska glasba
Bolgarska glasba se nanaša na vse oblike glasbe, povezane z državo Bolgarijo, vključno s klasično, ljudsko, popularno glasbo in drugimi oblikami.
Klasično glasbo, opero in balet zastopajo skladatelji Emanuil Manolov, Pancho Vladigerov in Georgi Atanasov ter pevci Ghena Dimitrova, Mariana Paunova, Boris Hristov, Raina Kabaivanska in Nicolai Ghiaurov. Pomembna imena sodobne pop scene so Lili Ivanova, Emil Dimitrov in Vasil Naydenov. Med pomembnejši bolgarski umetniki, ki živijo v tujini, so Sylvie Vartan, Kristian Kostov, Philipp Kirkorov, Lucy Diakovska, Mira Aroyo, Mikhael Paskalev, Nora Nova, Vasko Vasilev in Ivo Papazov.
Ženski vokalni zbor Bolgarske državne televizije je leta 1990 prejel nagrado Grammy. Ansambel Philip Kutev, prvi od bolgarskih narodnozabavnih ansamblov, ki jih sponzorira država in je bil ustanovljen leta 1951, je predstavljen tudi na albumu, nagrajenem z grammyjem iz leta 1990, in ima veliko znanih bolgarskih ljudskih pevk, vključno z trenutno Neli Andreevo in Sorino Bogomilova. Rodopska pevka Valya Balkanska je posnela ljudsko pesem Izlel ye Delyo Haydutin, ki je bila uvrščena na Zlato ploščo, ki je bila leta 1977 poslana v vesolje z vesoljskim plovilom Voyager.

## Glasbila
Bolgarska glasba uporablja široko paleto glasbil. Nekatera ljudska glasbila so različice tradicionalnih azijskih inštrumentov, kot je "bağlama" ali saz (bolgarsko za balkanska tambura ali lutnja z dolgim vratom) ali strunsko glasbilo kemençe (bolgarsko гъдулка - gadulka). V sodobni plesni glasbi, ki je plod tradicionalne vaške glasbe, se pogosto uporabljajo instrumenti sodobnejšega sloga.
Bolgarske ljudske skupine, imenovane bitovi, uporabljajo instrumente, ki običajno vključujejo:
- Gaida, tradicionalne dude iz kozje kože. Obstajata dve pogosti vrsti gaid. Tračanska gaida je uglašena v D ali v A. Rodopska gaida, imenovana kaba gaida, je večja, ima veliko globlji zvok in je uglašena v F.
- Kaval, piščal, ki je zelo blizu turškemu kavalu, pa tudi arabskemu Ney.
- Gadulka, godalni inštrument, ki se je morda razvil iz rebeka, se drži navpično, z melodijo in sočutnimi strunami. Basovsko gadulko je v veliki meri nadomestil kontrabas.
- Tǔpan, velik boben, ki ga igralec nosi čez ramo in ga udarja s kijem (kijak) na eni strani in tanko palico (osier) na drugi strani.
- Tambura, lutnja z dolgim vratom, s kovinskimi strunami, lutnja, ki se uporablja za ritmično spremljavo in melodične solo. Je nekoliko podobna grški buzuki in zelo podoben "alto" tamburici.
- Tarabuka ali dumbek, prstni boben v obliki peščene ure. Zelo je podoben turški in severnoafriškemu darbouka ter grškemu touberleki (τουμπερλέκι).

Sodobni profesionalni glasbeniki so kmalu dosegli nove višine inovativnosti v uporabi tradicionalnih bolgarskih inštrumentov s širitvijo zmogljivosti gaide (Kostadin Varimezov in Nikola Atanasov), gadulke (Mihail Marinov, Atanas Vulčev) in kavala (Stoyan Chobanov, Nikola Ganchev, Stoyan Velichkov, Nedyalko Nedyalkov, Theodosii Spassov). Drugi instrumenti so prispeli v Bolgarijo v 19. stoletju, vključno s harmoniko in klarinetom. Bolgarsko harmonikarsko glasbo so zaznamovali Boris Karlov in kasnejši romski glasbeniki, med njimi Kosta Kolev in Ibro Lolov.
Leta 1965 je Ministrstvo za kulturo ustanovilo nacionalni Glasbeni festival Koprivštica, ki je postal pomemben dogodek v predstavitvi bolgarske glasbe, petja in plesa. Prireja se enkrat na pet let, zadnji festival pa je bil 7.–9. avgusta 2015.
Instrumenti, ki se uporabljajo kot poročna glasba, so violina, harmonika, klarinet, saksofon, bobni, električni bas, električna kitara in sintetizator.

## Ljudska
V Bolgariji je veliko regionalnih slogov. Severna Bolgarija, Dobrudža, Šopluk, Trakija, Strandža, Pirinska Makedonija in Rodopi - vsi imajo značilne zvoke.
Nekaj narodnozabavne glasbe se vrti okoli praznikov, kot so božič, novo leto, polletje in praznik sv. Lazarja, pa tudi nenavadnega obreda nestinarstva v Strandži, pri kateri vaščani padejo v trans in plešejo na razgreti žerjavici kot del skupne pogostitve Konstantina in Helene 21. maja (Običaj je tudi na seznamu nesnovne dediščine Unesca od leta 2009). Glasba je tudi del bolj osebnih praznovanj, kot so poroke.
Petje je že od nekdaj tradicija tako moških kot žensk. Ženske so pogosto prepevale pesmi na delovnih zabavah, kot so sedenka (pogosto so se je udeležili mladeniči in ženske, ki so iskali partnerja na dvorišču), obredih zaroke in zgolj za zabavo. Ženske so imele tudi obsežen repertoar pesmi, ki so jih pele med delom na polju.
Mlade ženske, ki so bile primerne za poroko, so imele posebno pomembno vlogo pri plesu na vaškem trgu (ki je bil še nedolgo nazaj glavna oblika »zabave« na vasi in je bil zelo pomembno družabno prizorišče). Ples - vsako nedeljo in tri dni ob velikih praznikih, kot je Velika noč - se ni začel z instrumentalno glasbo, ampak z dvema skupinama mladih žensk, ki sta prepevali, po ena je vodila na vsakem koncu plesne vrste. Kasneje bi lahko prišli glasbeniki in pevci ne bi več vodili plesa. Posebna oblika pesmi, lament, se je pela ne le na pogrebih, ampak tudi ob odhodu mladeničev na služenje vojaškega roka.
Bolgarska ljudska glasba je znana po svojih asimetričnih ritmih (ki jih je slavni madžarski skladatelj in etnomuzikolog Béla Bartók opredelil kot bolgarske ritme), kjer je meter razdeljen na neenakomerne kombinacije kratkih (dve metrični enoti) in dolgih (tri metrične enote) taktov, ki ustreza kratkim in dolgim korakom plesalcev. V evropski ljudski glasbi se takšni asimetrični ritmi pogosto uporabljajo v Bolgariji, Grčiji, drugod po Balkanu, redkeje pa na Norveškem in Švedskem.
Najpomembnejši narodnozabavni ansambel socialističnega obdobja, ki ga podpira država, je bil Državni ansambel za ljudske pesmi in plese s sedežem v Sofiji, ki je bil  ustanovljen leta 1951 in ga je vodil Filip Koutev. Koutev je postal morda najvplivnejši glasbenik Bolgarije 20. stoletja in je priredil podeželsko glasbo s harmonijami, ki so bile bolj dostopne občinstvu v drugih državah, po velikem domačem priznanju. Ansambel se je zdaj v njegovo čast preimenoval v Ansambel Filipa Kuteva. Leta 1952 je Georgi Bojadžijev ustanovil skupino, ki je danes znana kot Ženski vokalni zbor Bolgarske državne televizije, ki je postala svetovno znana po izdaji serije posnetkov z naslovom Le Mystère des Voix Bulgares.
Prepoznavni zvoki ženskih zborov v bolgarski ljudski glasbi izvirajo iz njihovih edinstvenih ritmov, harmonije in vokalne produkcije. Značilna polifonija, kot je uporaba tesnih intervalov, kot je dur sekunda, in petje spremljave dronov pod melodijo, je še posebej pogosta v pesmih iz regije Šope okoli bolgarske prestolnice Sofije in regije Pirin (Pirinska Makedonija). Poleg ansambla pod vodstvom Kouteva, ki je priredil in aranžiral številne harmonije ter uglasbil več pesmi (kot tudi njegova žena Maria Kouteva), ki so jih izvajale tudi druge skupine, so priljubljenost pridobile tudi druge ženske vokalne skupine, med njimi Trio Bulgarka, v sestavi Yanka Rupkina, Eva Georgieva in Stoyanka Boneva. Nekatere od teh skupin so bile vključene v turneje Mystery of the Bolgar Voices.
Trio Bulgarka je bila predstavljena na albumu The Sensual World Kate Bush s pesmimi Deeper Understanding, Never Be Mine in Rocket's Tail. Leta 1993 so se pojavili na drugem albumu Kate Bush, The Red Shoes, v pesmih You're the One, The Song of Solomon in Why Should I Love You?, na katerem je bil tudi Prince.

### Asimetrični ritmi
Ena od najbolj značilnih značilnosti balkanske ljudske glasbe je kompleksnost njenih ritmov v primerjavi z zahodno glasbo. Čeprav uporablja zahodne metre (dvojne, trojne in štirinožne), balkanska glasba vključuje tudi metre z neparnim številom utripov na takt, včasih imenovane asimetrični metri. Te lahko razumemo kot kombinacije skupin "hitrih" in "počasnih" utripov. Na primer, plesni lesnoto (lahki/lahki) ima meter sedmih utripov s poudarkom na prvem, četrtem in šestem. To lahko razdelimo v tri skupine, »počasno« enoto s tremi utripi in dve »hitri« enoti z dvema utripoma, pogosto napisano 3+2+2.
Vsaka osnovna vrsta ljudskega plesa uporablja posebno kombinacijo teh ritmičnih "enot". Nekateri primeri bolgarskih ljudskih plesov so račenica (sedem taktov razdeljenih: 2+2+3), payduško horo (pet taktov: 2+3), eleno mome (sedem taktov: 2+2+1+2), kopanica (enajst taktov : 2+2+3+2+2), bucimis (15 udarcev: 2+2+2+2+3+2+2) in pravo horo.
Nekatere ritme z enakim številom utripov lahko razdelimo na različne načine. Osem taktov je mogoče razdeliti na 2+3+3, 3+2+3, 3+3+2, 2+2+2+2, 2+2+4, 2+4+2, 4+2+2 ali 4+4.

## Pravoslavje
Tradicija cerkvenega petja v Bolgariji je stara več kot tisoč let in sega v zgodnji srednji vek. Ena najzgodnejših znanih glasbenih osebnosti (skladatelj, pevec in glasbeni reformator) srednjeveške Evrope Jovan Kukuzel (1280–1360), znan kot z angelskim  glasom zaradi svojih pevskih sposobnosti, ima bolgarsko poreklo.
V bolgarski pravoslavni cerkvi obstajata dve tradiciji cerkvenega petja:
- vzhodno monodično (enoglasno) petje in zborovsko (večglasno). Vzhodnjaško monodično petje upošteva tradicijo grške in bizantinske glasbe ter zahteve osemtonskega kanona vzhodno pravoslavnega petja.
- Druga tradicija je zakoreninjena v zborovski cerkveni glasbi, ki se je uveljavila v 19. stoletju, ko je začela v Bolgariji vplivati ruska zborovska cerkvena glasba. V 19. in 20. stoletju je veliko bolgarskih skladateljev ustvarjalo svoja dela v duhu ruske polifonije. Danes je pravoslavna glasba živa in jo izvajajo tako med cerkvenimi bogoslužji kot na koncertih posvetnih pevskih zborov in solistov.

## Čalga
Čalga (pop-folk) je sodobni glasbeni slog, ki združuje pogosto provokativna bolgarska besedila s priljubljeno vzhodnoevropsko (redko rusko in ukrajinsko) in turško glasbo. Je bolgarska različica ustreznih različic v sosednjih državah, kot so Grčija (laïkó), Srbija (turbofolk) ali Romunija (manele).
Ta podzvrst je prej mešanica synthpopa, čalge in ciganske glasbe z bolgarskimi poročnimi motivi. Juri Junakov, bolgarski romski saksofonist, je eden od njegovih ustvarjalcev s klarinetistom Ivom Papazovim. Album Nove barve v bolgarski poročni glasbi poudarja njegovo združevanje tradicionalne bolgarske glasbe z modernejšimi elementi.
V času komunizma so nekateri ljudski glasbeniki živeli zunaj glasbene scene, ki jo podpira država. Brez uradne podpore so bili tudi poročni bendi brez uradnih omejitev glede svoje glasbe, kar je vodilo do zlivanja s tujimi slogi in inštrumenti. Trakija je bila pomembno središče te glasbe, ki je bila v celoti v ilegali vse do leta 1986, ko je bil v mestu Stambolovo odprt festival te glasbe, ki je postal bienalni dogodek, in umetniki, kot so Sever, Trakiîski Solisti, Shoumen in Južni Vetar, so postali priljubljeni, predvsem klarinetist Ivo Papasov.